# Haide (Helmbrechts)
Haide ist ein Wohnplatz der Stadt Helmbrechts im Landkreis Hof (Oberfranken, Bayern). Haide liegt in der Gemarkung Helmbrechts.

## Geografie
Das Dorf bildet mit Helmbrechts im Westen eine geschlossene Siedlung. Eine Gemeindeverbindungsstraße führt nach Helmbrechts zur Staatsstraße 2194 (0,5 km westlich) bzw. nach Zimmermühle (0,4 km östlich).

## Geschichte
Der Ort entstand „uf der Heide“, einem Waldgebiet mit großen Heidekrautflächen. 1801 wurde er als „Hayd“ erstmals schriftlich erwähnt.
Von 1797 bis 1810 unterstand Haide dem Justiz- und Kammeramt Münchberg. Infolge des Ersten Gemeindeedikts wurde Haide dem 1812 gebildeten Steuerdistrikt Helmbrechts und der zugleich entstandenen Munizipalgemeinde Helmbrechts zugewiesen.

### Einwohnerentwicklung
| Jahr      | 1812  | 1819  | 1861  | 1871  | 1885   | 1900   | 1925   | 1950   | 1961   |
| Einwohner | 30    | *     | 110   | 138   | 182    | 131    | 129    | 146    | 185    |
| Häuser    | 4     |       |       |       | 20     | 20     | 20     | 23     | 34     |
| Quelle    | [ 4 ] | [ 7 ] | [ 8 ] | [ 9 ] | [ 10 ] | [ 11 ] | [ 12 ] | [ 13 ] | [ 14 ] |

## Religion
Haide ist evangelisch-lutherisch geprägt und bis heute nach St. Johannes der Täufer (Helmbrechts) gepfarrt.